# Teatro Universitário da Universidade Federal de Minas Gerais

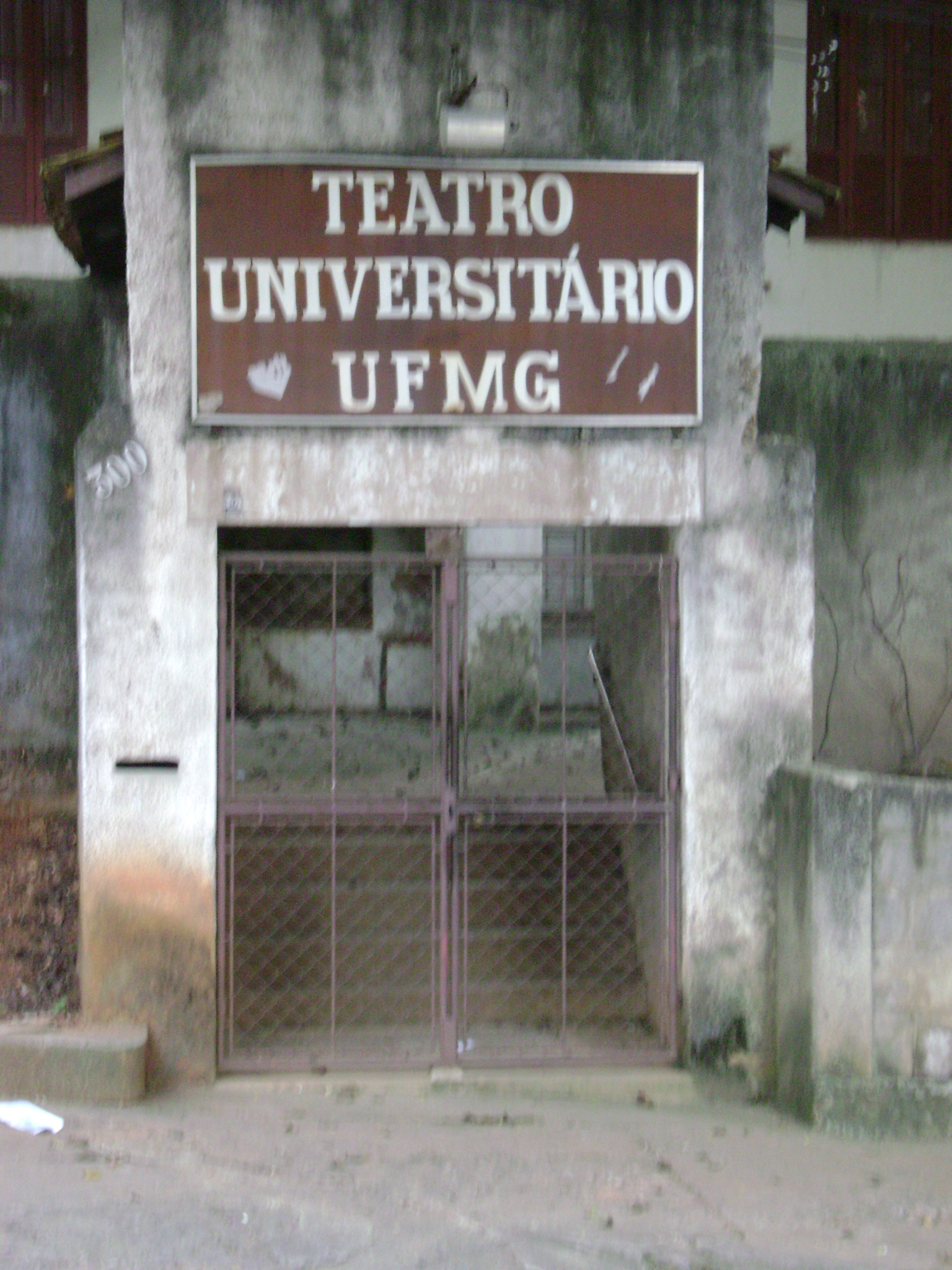
Entrada do Teatro Universitário, no bairro Santo Antônio.

O Teatro Universitário da Universidade Federal de Minas Gerais (TU) é uma instituição vinculada à Escola de Educação Básica e Profissional. Por muitos anos, o "Teatro Universitário", popularmente conhecido como TU, esteve localizado no no antigo prédio da FAFICH, no bairro Santo Antônio. Desde 2009, a escola transferiu-se para o campus Pampulha e hoje está situada no prédio do curso de graduação em Teatro da Escola de Belas Artes da UFMG.
O Teatro Universitário oferece o curso técnico de ator a estudantes que estejam cursando ou já tenham concluído o ensino médio ou equivalente. A escola tem também como finalidade desenvolver a pesquisa e a extensão em todas as áreas das artes cênicas. Nessa linha, realiza workshops, seminários, debates, saraus culturais, além de colaborar com outras unidades da UFMG em projetos de dimensão ampliada, como o Festival de Inverno da Universidade.

## História
O TU (Teatro Universitário) formou uma geração de atores e diretores nas artes cênicas em Minas Gerais, desde o início de sua trajetória, em 1952. Em sua história, destacam-se encenações de clássicos de Shakespeare e Molière, além de autores modernos, como Jean Cocteau e Nelson Rodrigues. Já acolheu em seu corpo docente e discente uma série de profissionais que foram responsáveis pela consolidação do Teatro na cidade de Belo Horizonte, bem como em todo o estado de Minas Gerais.
O Teatro Universitário também foi responsável pela criação do curso de graduação em Teatro da UFMG, o que representou um grande avanço para o desenvolvimentos das artes cênicas em todo o Brasil.

## Estrutura
O Teatro Universitário funcionou de 1990 até 2009 num casarão do bairro Santo Antônio, tombado pelo Patrimônio Histórico nesse mesmo ano em âmbito municipal. Suas instalações contavamm com um teatro de bolso (espaço para apresentação de peças, com capacidade para cerca de 80 pessoas); um acervo de figurinos, objetos cenográficos e equipamentos técnicos; uma biblioteca especializada com três mil títulos de livros e coleção de 45 periódicos nacionais e internacionais; uma cantina cultural; assim como abrigou a sede nacional de Centro de Estudos Shakespeareanos.
Em 2009 o curso migrou para o campus da Pampulha, instalando-se no prédio do curso de graduação em Teatro da UFMG. Tal mudança favorece o diálogo entre os alunos do TU e da graduação em Teatro, bem como com os alunos do curso de graduação em Dança da UFMG - que também funciona no mesmo prédio. A estrutura do novo prédio conta com 4 salas de uso exclusivo do TU - entre elas uma com estrutura para aulas de circo - e outras 3 salas compartilhadas com o curso de graduação. Além disso, conta com um amplo espaço para armazenamento de cenários e equipamentos técnicos e estrutura administrativa (secretaria, sala dos professores, sala do grêmio, etc). A Biblioteca do TU foi integrada à Biblioteca da Escola de Belas Artes da UFMG, possibilitando maior acesso da comunidade às obras ali contidas.

## O curso
O curso técnico de ator tem duração de três anos, com aulas de segunda a sexta-feira, de 19h às 22h40 e aos sábados pela manhã ou à tarde. As disciplinas ministradas regularmente são: Improvisação e Interpretação, Expressão Vocal, Consciência Corporal, Dança, Técnica Circense, Cenografia e Figurino, Maquiagem, Iluminação e Sonoplastia, História do Teatro e Literatura Dramática, Didática, Ética e Legislação e Ator e Câmera. Por se tratar de um curso técnico com foco no trabalho do ator, todas as disciplinas apresentam uma extensa carga de trabalhos práticos, possibilitando aos alunos experimentar linguagens e técnicas.
A formação dos alunos inclui, no último semestre do curso, a participação em uma montagem de grande porte realizadas pela escola a título de estágio profissional. Os espetáculos produzidos pelo Teatro Universitário fazem curta temporadas em Belo Horizonte e contam com a colaboração de todo o corpo docente e discente da escola, bem como de outros profissionais da cidade.
Podem concorrer a uma das 20 vagas oferecidas brasileiros, estrangeiros naturalizados ou com visto permanente e estudantes estrangeiros residentes no Brasil, que sejam maiores de 16 anos de idade e estejam cursando ou já tenham concluído o ensino médio ou equivalente. O processo seletivo acontece anualmente no segundo semestre e conta com provas de interpretação, voz, corpo e conhecimentos gerais, aplicadas em três etapas, com o objetivo de selecionar os candidatos mais preparados para ingressarem no curso.